# Hystrichopsylla occidentalis
Hystrichopsylla occidentalis är en loppart som beskrevs av Holland 1949. Hystrichopsylla occidentalis ingår i släktet Hystrichopsylla och familjen mullvadsloppor.

## Underarter
Arten delas in i följande underarter:
- H. o. occidentalis
- H. o. linsdalei
- H. o. sylvaticus